# Komar
För andra betydelser, se Komar (olika betydelser).

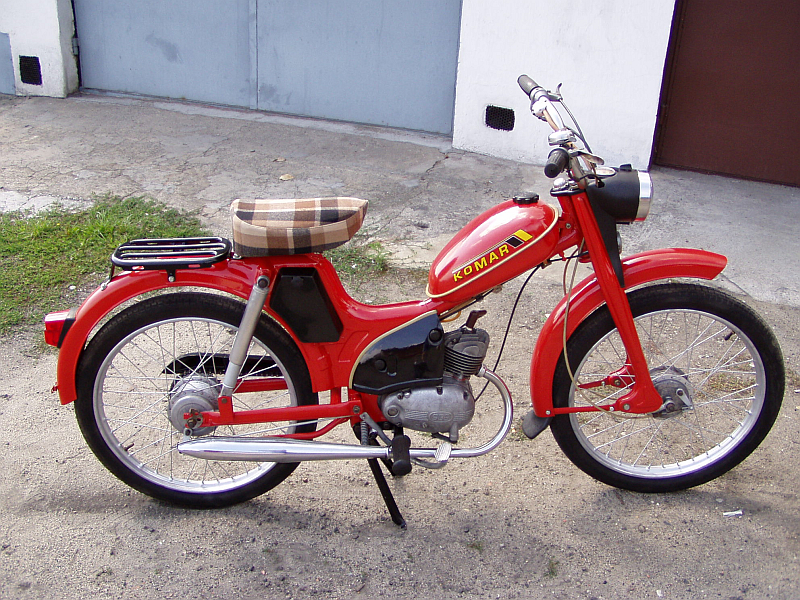
En Komar 2350.

Komar var ett polskt mopedmärke som tillverkades från 1960 till 1983. Tillverkare var Romet (Zakłady Predom Romet), ursprungligen Zjednoczone Zakłady Rowerowe (ZZR), i Bydgoszczy, som även tillverkade cyklar.
Komar-mopederna såldes huvudsakligen på den polska marknaden, och var avsedda att vara enkla och billiga. En del modeller exporterade också till Västeuropa. Exempelvis såldes modellen MR232 i Tyskland och Nederländerna av Neckermann under namnet Mofa-25 "Condor". Ett par modeller såldes även i Sverige, där de var bland de billigaste på marknaden men höll ojämn kvalitet.